# Diederik Franciscus Jamin

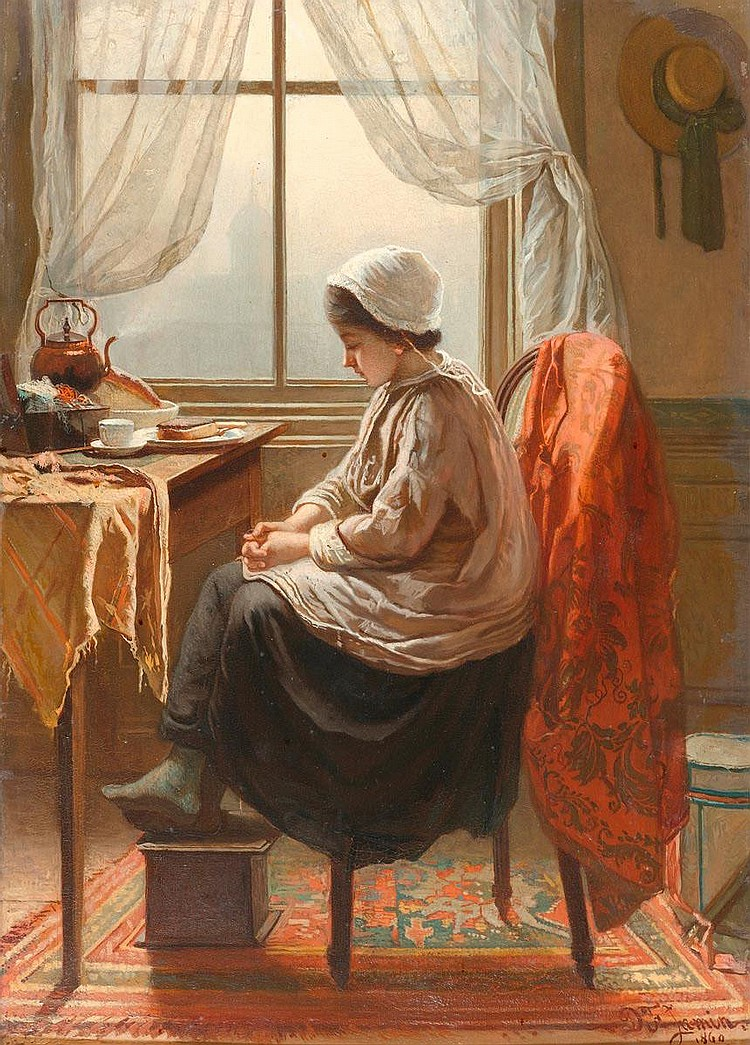
Interieur mit Frau

Diederik Franciscus Jamin (* 23. Januar 1838 in Amsterdam; † 6. Januar 1865 ebenda) war ein niederländischer Genre- und Historienmaler sowie Daguerreotypist.
Jamin war ein Schüler von Petrus Franciscus Greive und David Joseph Bles. Er widmete sich der Genre- und Historienmalerei. 1854 war er in Den Haag als Daguerreotypist tätig. Er war Mitglied von „Arti et Amicitiae“ in Amsterdam und nahm von 1858 bis 1865 an Ausstellungen in Amsterdam. Groningen, Den Haag und Leeuwarden teil.
Jamin starb im Alter von 27 Jahren.